# Re (kana)
Re (romanização do hiragana れ ou katakana レ) é um dos kana japoneses que representam um mora. No sistema moderno da ordem alfabética japonesa (Gojūon), ele ocupa a 42.ª posição do alfabeto, entre Ru e Ro.
| Forma                   | Romaji     | Hiragana                   | Katakana                   |
| ----------------------- | ---------- | -------------------------- | -------------------------- |
| Normal r- (ら行 ra-gyō) | re         | れ                         | レ                         |
| Normal r- (ら行 ra-gyō) | rei ree rē | れい, れぃ れえ, れぇ れー | レイ, レィ レエ, レェ レー |

## Formas alternativas
No Braile japonês, れ ou レ são representados como:
| ●  | ●  |
| ●  | ●  |
| － | － |

O Código Morse para れ ou レ é: －－－

## Traços

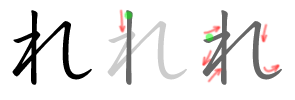
Seqüência de traços para escrita do れ

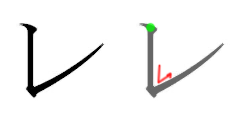
Seqüência de traços para escrita do レ